# Ținutul Olgopol
Ținutul Olgopol (în rusă Ольгопольский уезд) a fost o unitate administrativ-teritorială (uezd) din gubernia Podolia a Imperiului Rus, constituită în 1795. Centrul administrativ al ținutului a fost orașul Olgopol (actualmente – Olhopil). Populația ținutului era de 284.253 locuitori (în 1897).

## Istorie
Ținutul fost creat în 1795, ca parte a guvernoratului Voznesensk. În 1797, acesta a devenit parte a guberniei Podolia. În 1923, „uezd-ul” a fost abolit, prin crearea districtului Tulcin⁠(ru)[traduceți].

## Geografie
Ținutul Olgopol ocupa o suprafață de 3.565 km² (3.803 de verste). În nord, nord-vest și nord-est se învecina cu ținuturile Iampol, Brațlav și Gaisîn (Haisîn), în sud avea un hotar îndelungat cu ținutul Balta, iar în partea sud-vestică ajungea la Nistru, respectiv ținutul Soroca din gubernia Basarabia.
Printre altele, ținutul a inclus și actualul raion Camenca din Republica Moldova (stînga Nistrului).

## Populație
La recensământul populației din 1897, populația ținutului era de 284.253 de locuitori, dintre care:
| Grup etnic           | Populație | % Procentaj |
| -------------------- | --------- | ----------- |
| Maloruși (ucraineni) | 231.991   | 81,6%       |
| Evrei                | 32.555    | 11,4%       |
| Moldoveni [români]   | 8.135     | 2,9%        |
| Velicoruși (ruși)    | 6.231     | 2,2%        |
| Polonezi             | 4.325     | 1,5%        |
| alții                | 1.016     |             |

## Diviziuni administrative
În anul 1913, Ținutul Olgopol cuprindea 14 de voloste (ocoale):
| - Volostul Berșad — (centru administrativ) – orașul Berșad, - Volostul Camenca — orașul Camenca, - Volostul Cebotarca — satul Cebotarca (în prezent Zabolotnoe), - Volostul Cicelnic — satul Cicelnic. - Volostul Demovka — satul Demovka, - Volostul Jabokrîci — satul Jabokrîci, - Volostul Lughi — satul Lughi, | - Volostul Miastkovka — orașul Miastkovka (în prezent Horodkivka), - Volostul Obodovka — satul Obodovka, - Volostul Pesceanca — orașul Pesceanca, - Volostul Piatkovka — satul Piatkovka, - Volostul Rașcov — satul Rașcov, - Volostul Ustia — satul Ustia, - Volostul Voitovka — satul Voitovka, |